# Коутиньо
Антонио Вилсон Виейра Онорио (порт.-браз. Antônio Wilson Vieira Honório; 11 июня 1943, Пирасикаба, Сан-Паулу — 11 марта 2019, Сантус, Сан-Паулу), более известный как Коутиньо (порт.-браз. Coutinho) — бразильский футболист, выступавший на позиции нападающего. Чемпион мира 1962 года. Находится на 3-м месте в числе лучших бомбардиров в истории бразильского клуба «Сантос».

## Карьера
Коутиньо начал свою карьеру в молодёжном составе клуба «XV ноября». Когда ему было 13 лет, «Сантос» проводил игру в Пирасикабе. Там главный тренер команды Луис "Лула" Перес заметил игру Коутиньо. Через год Коутиньо перешёл в «Сантос». Он дебютировал в основном составе команды в возрасте 15-ти лет в товарищеском матче с клубом «Сирио Либанес». В официальной игре Коутиньо дебютировал год спустя в матче турнира Рио — Сан-Паулу с клубом «Васко да Гама», в котором Коутиньо забил 2 гола, а его клуб выиграл 3:0. В том же году Коутиньо начал играть в основном составе, где составил дуэт нападения с Пеле. В 1961 году Коутиньо стал лучшим бомбардиром турнира Рио — Сан-Паулу, а через год кубка Либертадорес и Кубка Бразилии. После этого комментаторы бразильских матчей подошли к нему и попросили носить белую повязку на руке, чтобы не путать его с Пеле.
9 июля 1960 года Коутиньо дебютировал в составе сборной Бразилии в матче Кубка Атлантики с Уругваем. После чего являлся игроком основного составе сборной, выиграв в её составе Кубок Освалдо Круза и Кубок О’Хиггинса. Перед финальным этапом чемпионата мира 1962, в товарищеской игре со сборной Уэльса Коутиньо получил травму. Он поехал на чемпионат мира, но там не играл, продолжая лечение, а его место в основе сборной занял Вава. Последний матч за национальную команду Коутиньо провёл 22 ноября 1965 года с Венгрией.
В 1966 году Коутиньо выпал из состава «Сантоса» из-за лишнего веса и потому не поехал на чемпионат мира. Когда он вернулся в состав, его начали преследовать травмы, за что он получил прозвище «Стеклянная нога». В 1968 году Коутиньо был вынужден перейти в клуб «Витория» из Салвадора. Но там провёл лишь один сезон, сумев забить только 6 голов. Затем играл за «Португезу Деспорос», забив только 1 мяч в чемпионате Сан-Паулу. После этого Коутиньо вернулся в «Сантос», но не смог показать высоко класса игры и уехал в Мексику, где провёл сезон в «Атласе», забив 10 голов. После этого Коутиньо играл за «Бангу», а завершил карьеру в 1973 году в клубе «Саад», в составе которого выступал в серии В чемпионате штата Сан-Паулу.
После завершения карьеры игрока Коутиньо вернулся в «Сантос». Там он работал в основном в школе клуба, тренируя молодых футболистов. В 1979 году он сделал молодёжную команду чемпионом штата. А через год победил с командой следующей возрастной группы. В 1981 году Коутиньо недолго проработал с основным составом клуба, после чего вернулся в молодёжный состав, сделав клуб обладателем престижного в Бразилии Кубка Пейше. После этого он тренировал несколько бразильских клубов, но добился успеха лишь с «Бонсусессо», который вывел в полуфинал чемпионата штата Минас-Жерайс. В 1993 году вернулся в молодёжный состав «Сантоса», а в 1995 году даже временно тренировал команду, которая под его руководством провела 1 матч. С 1997 года он работал скаутом для концерна Mercedes-Benz, а после работал в мэрии Сан-Паулу, курируя социальные футбольные программы города, а также тренировал детей.

## Достижения

### Командные
- Чемпион турнира Рио — Сан-Паулу: 1959, 1963, 1964, 1966
- Чемпион турнира Терезы Эрреры: 1959
- Чемпион штата Сан-Паулу: 1960, 1961, 1962, 1963, 1964, 1965, 1967, 1968
- Обладатель Кубка Атлантики: 1960
- Обладатель Кубка Бразилии: 1961, 1962, 1963, 1964, 1965
- Обладатель Кубка Освалдо Круза: 1961, 1962
- Обладатель Кубка О’Хиггинса: 1961
- Обладатель Кубка Либертадорес: 1962, 1963
- Обладатель Межконтинентального кубка: 1962, 1963
- Чемпион мира: 1962
- Обладатель Кубка Рока: 1963
- Обладатель Кубка Роберто Гомеса Педрозы: 1968
- Обладатель Рекопа Южной Америки: 1968
- Обладатель Серебряного кубка Бразилии: 1968

### Личные
- Лучший бомбардир турнира Рио-Сан-Паулу: 1961 (9 голов), 1964
- Лучший бомбардир Кубка Либертадорес: 1962 (6 голов)
- Лучший бомбардир Кубка Бразилии: 1962 (7 голов)